# 蒲寿庚考
《蒲寿庚考》是日本学者桑原隲蔵于1912－1917年所著的关于东亚歷史的书籍。《蒲寿庚考》这本书说明了当时东亚地区与中东地区的海上贸易情况、外国人侨居中国的状况、蒲寿庚之祖从阿拉伯地区迁来广州定居经商的情况、蒲寿庚在宋朝的做官情况、其投降元朝为元朝政府服务的情况、亲族的情况。
桑原隲藏的考证参考了中外学者各种文字的研究成果。该书受到了一些日本历史学界和中国历史学界的嘉奖。